# Sarothrura
Sarothrura là một chi chim, trước đây được xếp trong họ Rallidae.
Tuy nhiên, một số nghiên cứu phát sinh chủng loài gần đây cho rằng Sarothrura có quan hệ họ hàng gần với các loài chân bơi hơn là với gà nước. Garcia-R. et al. (2014) tìm thấy rằng điều tương tự cũng đúng với 3 loài của chi Canirallus, và chúng có quan hệ họ hàng gần với Sarothrura hơn là với chân bơi.
Livezey B.C. (1998) thấy rằng 4 loài của chi Rallicula (trước đây được coi là một phần của chi Rallina) cũng thuộc về nhóm này trên cơ sở phân tích phát sinh chủng loài dựa theo các đặc trưng xương, cơ, da và lông. Vì thế, tốt nhất chúng nên tách riêng thành một họ gọi là Sarothruridae Verheyen, 1957.

## Các loài
- Sarothrura affinis
- Sarothrura ayresi
- Sarothrura boehmi
- Sarothrura elegans
- Sarothrura insularis
- Sarothrura lugens
- Sarothrura pulchra
- Sarothrura rufa
- Sarothrura watersi